# Viktor de Kowa
Viktor de Kowa (8 de marzo de 1904 - 8 de abril de 1973) fue un actor y director, cantante, narrador y escritor de comedias de nacionalidad alemana.

## Biografía
Su nombre completo era Victor Paul Karl Kowarzik, y nació en Hohkirch, Alemania, la actual Przesieczany, Polonia. Hijo de agricultores e ingenieros, se crio en Dresde, viviendo entre 1908 y 1913 en la Villa "1900 am Walde" en Seifersdorf. Más adelante vivió con su familia en Chemnitz y, tras cursar estudios en la escuela de cadetes, se formó en la Escuela Superior de Bellas Artes de Dresde, convirtiéndose en un primer momento en artista de carteles. Después, Kowa tomó clases de actuación con Erich Ponto, quien en 1922 le dio su primer trabajo como actor en el Staatsschauspiel Dresden. En 1926 Kowa formaba parte de la compañía teatral Waldbühne Sohland. Posteriormente actuó en Lübeck, Fráncfort del Meno, Hamburgo y, finalmente, Berlín, donde trabajó en el Volksbühne, el Deutsches Theater y el Konzerthaus Berlin dirigido por Gustaf Gründgens.
Su primera actuación en el cine fue un breve papel en la película muda Der Herzensdieb (1927). En su período con la Universum Film AG en los años 1930 y 1940, Kowa llegó a ser uno de los actores más importantes de la comedia cinematográfica de la época. Su gran oportunidad en el cine llegó con su papel en Kleiner Mann – ganz groß, que le dio fama nacional. Kowa dirigió en 1941 el film de propaganda nazi Kopf hoch, Johannes!. Aunque Joseph Goebbels aceptaba el tema del film, estaba decepcionado con la dirección de Kowa. Aun así, Kowa fue incluido en agosto de 1944 en la lista Gottbegnadeten-Liste, confeccionada por Goebbels con los artistas que se consideraban representativos del Tercer Reich, lo cual le sirvió para evitar el esfuerzo bélico, y también el Heimatfront. Su última película filmada a favor del régimen Nazi fue Das Leben geht weiter (1945), que no llegó a exhibirse, y que era una película "Durchhalte" (de resistencia).
El apoyo obvio de De Kowas y su simpatía por el régimen Nazi no le restaron valor a su carrera tras la Segunda Guerra Mundial. Así, entre 1945 y 1950 fue director del Teatro Tribüne de Berlín, y desde 1956 a 1962 fue miembro del Burgtheater de Viena. También fue miembro de organizaciones pacifistas, presidente entre 1962 y 1966 de la organización IG Kunst, Kultur und Medien, y miembro de la Federación Alemana de Sindicatos.

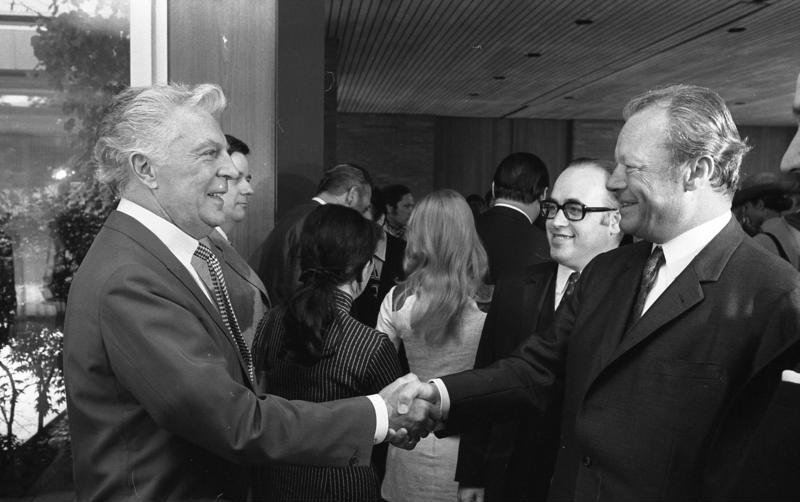
Viktor de Kowa y Willy Brandt e 1971

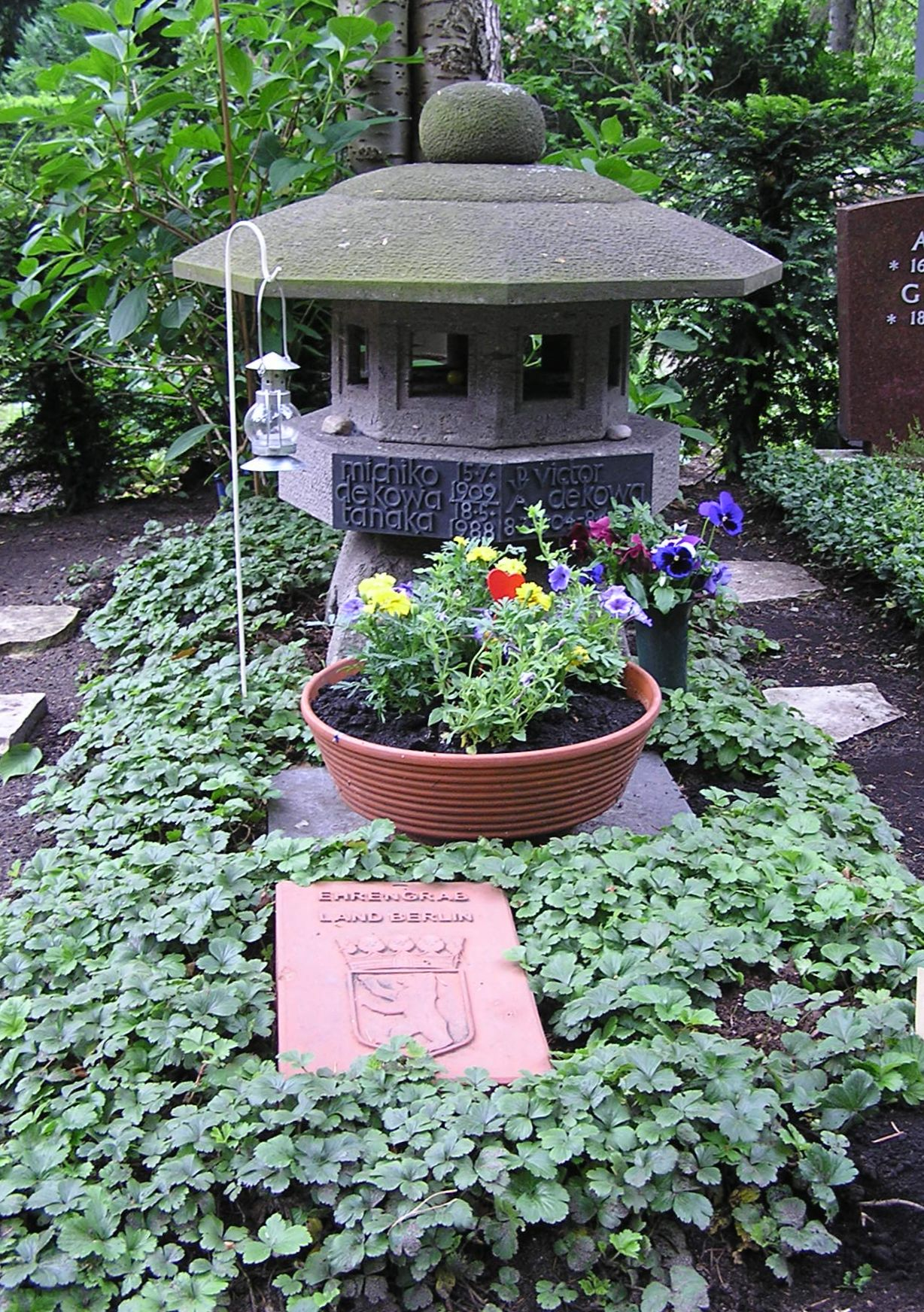
Tumba de Viktor de Kowa y Michiko de Kowa-Tanaka en el Cementerio Friedhof Heerstraße

En la Alemania de la posguerra, de Kowa brilló como actor en películas como Peter Voß, der Millionendieb (1946), Des Teufels General (1955), Es muß nicht immer Kaviar sein (1961), Diesmal muß es Kaviar sein (1961), el film sobre texto de Edgar Wallace Der Fälscher von London (1961) y Das Haus in Montevideo (1963). Su último papel fue el de Ravenhurst en un film basado en la obra de Karl May, Winnetou und sein Freund Old Firehand.
Para la televisión trabajó como actor en Die große Szene (1962) (junto a Antje Weisgerber) y en la serie Slim Callaghan greift ein (ZDF, 1964). Como actor de voz dobló a James Stewart en la comedia Harvey (1950) y en No Highway in the Sky (1951).
Como autor, escribió comedias teatrales como So oder so, Heut abend um 6, Untreu, Florian ist kein schlechter Kerl y Der Tolpatsch, entre otras, además de traducir piezas en lengua francesa.
Viktor de Kowa estuvo casado entre 1926 y 1941 con la actriz Ursula Grabley (1908–1977), y desde 1941 con la cantante y actriz japonesa Michiko Tanaka (1909–1988). Él falleció en Berlín Oeste en el año 1973, a causa de un cáncer. Fue enterrado en el Cementerio Friedhof Heerstraße, en una tumba que se encuentra junto a la de su segunda esposa.

## Filmografía
- 1929 : Katharina Knie
- 1930 : Pension Schöller
- 1931: Die Faschingsfee
- 1931 : Der wahre Jakob
- 1931 : 1914, die letzten Tage vor dem Weltbrand
- 1931 : Die andere Seite
- 1932 : Der Stolz der 3. Kompanie
- 1932 : Unheimliche Geschichten
- 1932 : Tannenberg
- 1932 : Der Diamant des Zaren
- 1933 : Der Läufer von Marathon
- 1933 : Sag' mir, wer Du bist
- 1933 : Es war einmal ein Musikus
- 1933 : Ein Lied geht um die Welt
- 1933 : Kleiner Mann – was nun?
- 1933 : Zwei im Sonnenschein
- 1933 : Das Schloß im Süden
- 1933 : Mädels von heute
- 1933 : Wenn ich König wär!
- 1933 : Taifun / Polizeiakte 909
- 1934 : Die Finanzen des Großherzogs
- 1934 : Pappi
- 1934 : Was bin ich ohne Dich
- 1934 : Der junge Baron Neuhaus
- 1934 : Da stimmt was nicht
- 1934 : Lockvogel
- 1935 : Mein Leben für Maria Isabell
- 1935 : Lärm um Weidemann
- 1936 : Die große und die kleine Welt
- 1936 : Skandal um die Fledermaus
- 1936 : Spiel an Bord
- 1937 : Die göttliche Jette
- 1937 : Versprich mir nichts!
- 1937 : Mit versiegelter Order
- 1938 : Kleiner Mann – ganz groß
- 1938 : Ich liebe Dich (también coguionista)
- 1938 : Der Optimist
- 1938 : Scheidungsreise
- 1939 : Schneider Wibbel#Verfilmungen (director)
- 1940 : Casanova heiratet (director)
- 1941 : Kopf hoch, Johannes! (director)
- 1942 : Die Sache mit Styx
- 1942 : Wir machen Musik
- 1943 : Altes Herz wird wieder jung
- 1943 : Ein glücklicher Mensch
- 1945 : Das Leben geht weiter
- 1946 : Peter Voss, der Millionendieb
- 1946 : Sag' die Wahrheit (productor)
- 1947 : Zugvögel (productor)
- 1947 : Und finden dereinst uns wieder (productor)
- 1947 : Zwischen gestern und morgen
- 1949 : Anonyme Briefe
- 1950 : Die wunderschöne Galathee
- 1950 : Melodie des Schicksals
- 1950 : Skandal in der Botschaft
- 1951 : Der blaue Stern des Südens
- 1952 : Der Fürst von Pappenheim
- 1954 : Eine Liebesgeschichte
- 1954 : Hochstaplerin der Liebe
- 1955 : El general del diablo
- 1955 : Der Himmel ist nie ausverkauft
- 1955 : Vor Gott und den Menschen
- 1955 : Musik im Blut
- 1956 : Ein Mädchen aus Flandern
- 1956 : Nichts als Ärger mit der Liebe
- 1958 : Scampolo
- 1958 : Der veruntreute Himmel
- 1960 : Bomben auf Monte Carlo
- 1960 : Schlußakkord
- 1961 : Der Fälscher von London
- 1961 : Es muß nicht immer Kaviar sein
- 1961 : Diesmal muß es Kaviar sein
- 1963 : Das Haus in Montevideo
- 1963 : Begegnung in Salzburg
- 1964 : Slim Callaghan greift ein (serie TV, 8 episodios)
- 1966 : Winnetou und sein Freund Old Firehand

## Radio
- 1947 : Was den Damen gefällt (actor y director)
- 1948 : Ingeborg, dirección de Otto Kurth
- 1951 : Affäre Dreyfus, dirección de Curt Goetz-Pflug
- 1955 : Der Apollo von Bellac, dirección de Rolf von Goth
- 1957 : Gigi (grabación teatral), perteneciente a la serie Wir gehen ins Theater (director)
- 1959 : Tod eines Nichtschwimmers, dirección de Hans Bernd Müller
- 1960 : Die Reise nach Österreich, dirección de Gerlach Fiedler
- 1960 : Venus im Licht, dirección de Hans Lietzau
- 1961 : Ferdinand und der Kaiser, dirección de Peter Schulze-Rohr
- 1963 : Minna Magdalena, dirección de Hans Deppe
- 1964 : Lärm in Tripolis, dirección de Hans Dieter Schwarze
- 1972 : Dämmerung mit 6 Richtigen, dirección de Günter Bommert

## Premios
- 1956 : Cruz de la Römischen Adlerordens
- 1961 : Orden del Mérito de la República Federal de Alemania
- 1962 : Placa Ernst Reuter de la Ciudad de Berlín
- 1963 : Orden del Mérito Cívico
- 1964 : Premio Bambi
- 1972 : Gran Cruz de la Orden del Mérito de la República Federal de Alemania

## Escritos
- Achduliebezeit. Aus dem Libretto meines Lebens Aufgeschnappt, aufgeschrieben, verdichtet und gedichtet. Deutsche Verlags-Anstalt, Stuttgart 1971, ISBN 3-421-01580-5.
- Als ich noch Prinz war von Arkadien. Glock & Lutz, Núremberg 1955 (Biografía).
- Katechismus des gesunden Menschenverstandes. Pontes, Berlín u. a. 1949.
- Mullepux. Verliebt zu dritt. Ein ganz kleiner Roman. Kranich, Berlín 1941.
- Allerlei mit Pinsel und Blei. Ernste und heitere Skizzen. Kranich, Berlín 1941.